# 政治史の枠組における戦争術の歴史
『政治史の枠組における戦争術の歴史』（せいじしのわくぐみにおけるせんそうじゅつのれきし、Geschichte der Kriegskunst im Rahmen der politischen Geschichte）は1920年にドイツの歴史家ハンス・デルブリュックによって著された軍事史の著作である。
デルブリュックは1848年に生まれ、ベルリン大学で教授として勤務する歴史家であった。本書は兵器や武器、軍事技術ではなく国家組織や戦略の相互関係を歴史的に再構成することを目的とした近代的な軍事史研究であった。デルブリュックは消耗戦略と殲滅戦略の概念を導入して分析しており、殲滅戦略とは敵の主力を殲滅して圧倒的な優勢を獲得する戦略であり、消耗戦略とは最終的に勝利条件を受諾させる程度に敵を消耗させる戦略である。この著作では古代からの戦争史における戦略が殲滅戦略と消耗戦略の二つの形態を経ながら発展する歴史的経緯を論じている。当時のドイツだけでなく、日本の戦略思想にも影響を与えた。